# Aracruz (kommun)
Aracruz är en kommun i Brasilien.   Den ligger i delstaten Espírito Santo, i den sydöstra delen av landet, 900 km sydost om huvudstaden Brasília. Antalet invånare är 81 746.
Följande samhällen finns i Aracruz:
- Aracruz

Omgivningarna runt Aracruz är huvudsakligen savann. Runt Aracruz är det ganska tätbefolkat, med 67 invånare per kvadratkilometer.